# Telepinu (bóg)
Telepinu (Telipinu) – hetycki bóg urodzaju, przejęty od Hatytów. Pierworodny i ulubiony syn boga burzy Teszuba i Hebat. Brat boga Sarruma (w panteonie z Kizzuwatny) 
Należne mu ofiary składano w pustym pniu drzewa.
U górskich ludów na Kaukazie istniał kult Telipija.

## Mit o zaginięciu i powrocie
Telepinu jest bohaterem mitu, który opowiada o jego zniknięciu i "przywróceniu do życia". Początek opowieści zaginął, więc nie wiadomo dlaczego Telepinu postanowił zniknąć. Gdy bóg odchodzi pojawiają się niepożądane skutki zakłócające harmonię świata: gaśnie ogień, zboże nie dojrzewa, ludzie i zwierzęta nie łączą się w pary, samice zwierząt porzucają swoje młode, pastwiska i źródła wysychają, nie można się nasycić. Wysłannicy boga słońca, najpierw osioł a następnie bóg burzy, na próżno szukają Telepinu i dopiero pszczoła, posłana przez boginię matkę Hannahannę odnajduje boga śpiącego w zagajniku opodal miasta Lihzina. Wyrwany ze snu użądlony i rozwścieczony Telepinu z furią atakuje wszelkie przejawy życia, których jest twórcą. Dopiero przy pomocy magii i rytuałów oczyszczenia ze zła (wykonanych głównie przez Kamrusepę) bogowie przywracają dawny rytm życia. Wspólnie z Telipinu w miejscu narad pod dziką różą zasiadają boginie losu Istustaja i Papaja, Halki, Mijantazipa, Inar i Hapantalija.
W micie tym wskazuje się na pewne paralele do mitów o Adonisie, Attisie, Ozyrysie czy Tammuzie - zaśnięcie lub śmierć i powrót do życia. Jednak w odróżnieniu od innych mitów przywrócenie bogu życia jedynie pogarsza sytuację. Uspokajają go dopiero rytuały oczyszczenia.

## Interpretacja mitu
Odejście Telepinu ma symbolizować okres suchego anatolijskiego lata, jego powrót i gniew - ulewy i powodzie okresu zimowego oraz burze okresu wiosennego (nie jest to jednak interpretacja pewna). Według Eliadego mit Telepinu opowiada historię bardziej złożoną niż cykliczne obumieranie i odradzanie się roślinności. Bóg płodności wpada w irracjonalną i kapryśną furię skierowaną przeciw jego własnemu stworzeniu - wszelkim przejawom życia. Mit przedstawia misterium unicestwienia stworzenia przez jego własnego stwórcę. 